# Dalimierz Przewłocki
Dalimierz Przewłocki (kaszb. Dôlëmiérz Przewłocczi lub Karólewò, niem. Karlshof) – mała osada w Polsce położona w województwie pomorskim, w powiecie słupskim, w gminie Ustka.
Osada wchodzi w skład sołectwa Wytowno.
W latach 1975–1998 miejscowość administracyjnie należała do województwa słupskiego.

## Nazwa
Nazwa jest tzw. chrztem nazewniczym i ma charakter pseudodzierżawczy. Została utworzona na bazie imienia Dalimir z dodaniem przymiotnika kierunkowego od pobliskiej wsi Przewłoka. Niemiecka nazwa Karlshof ma charakter dzierżawczy i powstała ze złożenia dwóch członów: nazwy własnej Karl „Karol” i nazwy pospolitej Hof „zagroda, folwark”.
Występuje również wariant nazewniczy osady Przewłoka-Karolinek, która jest związana z kaszubską nazwą osady.
Rada Języka Kaszubskiego proponuje kaszubską formę nazwy Dôlëmiérz Przewłocczi.